# Manfred Stücklschwaiger
Manfred Stücklschwaiger (ur. 21 stycznia 1965 w Monachium) – niemiecki aktor telewizyjny i filmowy.

## Wybrana filmografia

### Filmy fabularne
- 1996: Workaholic jako Andre
- 1996: Na skraju przepaści (Rivalen am Abgrund, TV) jako Richard
- 2000: Die Traumprinzen (TV) jako Thomas
- 2002: Der Mann von nebenan (TV) jako Bernd Allgöwer

### Seriale TV
- 1996: Die Wache jako Straż Ochrony Kolei
- 1996: Balko jako Jost Gaarde
- 1997: Die Gang jako Thomas Broder
- 1996: Die Wache jako Klaus Hanschgar
- 1997: Einsatz Hamburg Süd jako Jürgen Mohr
- 1998–2002: Medicopter 117 jako pilot Thomas Wächter
- 2000: Balko jako Bernd Böringer
- 2002: Die Wache jako Peter Lemm
- 2002: Herzschlag – Das Ärzteteam Nord jako Jacques Weber
- 2002: Für alle Fälle Stefanie jako Joseph Haffreck
- 2003: Die Rosenheim-Cops jako Andy Auracher
- 2003–2004: Schloßhotel Orth jako Alexander Pichler
- 2004: Küstenwache jako Magnus Thorsell
- 2004: Hallo Robbie! jako Jörg Döring
- 2004: SOKO München jako Josef Köhler
- 2005: Im Namen des Gesetzes jako starszy sierżant Peter Fritzler
- 2009: Stubbe - Von Fall zu Fall jako trener
- 2009: Die Rosenheim-Cops jako Werner Waidlinger
- 2009: Küstenwache jako prof. Diego Halbstadt
- 2010: Jednostka specjalna „Dunaj” jako Oliver Solka